# Aleksander Lewin

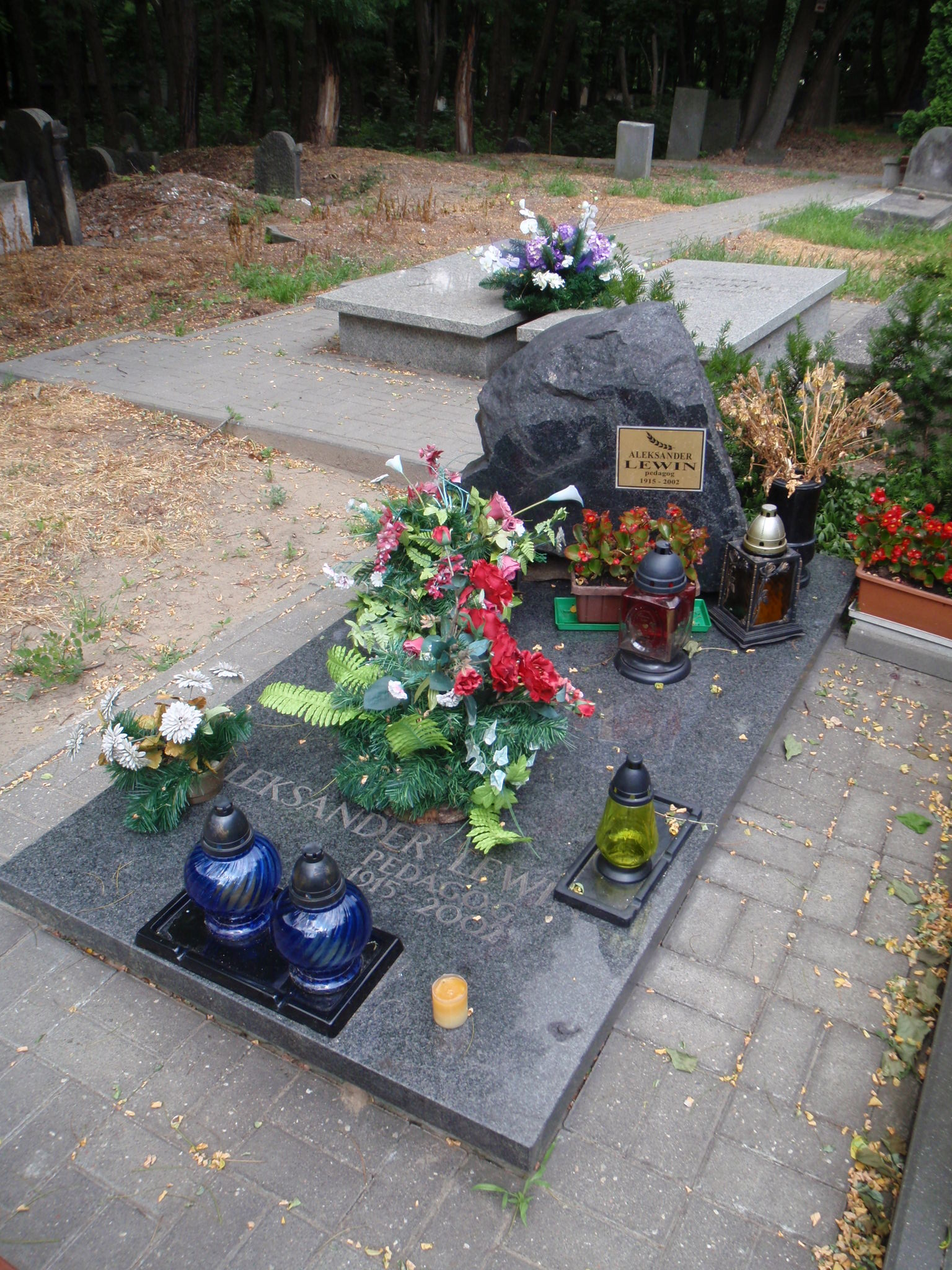
Grób Aleksandra Lewina na cmentarzu żydowskim w Warszawie

Aleksander Lewin (ur. 15 grudnia 1915 w Pińsku, zm. 24 sierpnia 2002 w Warszawie) – polski pedagog, teoretyk i metodyk wychowania żydowskiego pochodzenia.

## Życiorys
Urodził się w rodzinie żydowskiej. W latach 1937–1939 i 1946-1979 pracował w Domu Sierot przy ulicy Krochmalnej 92 w Warszawie, w którym zetknął się z Januszem Korczakiem. Swoje relacje z tamtego okresu zawarł w wydanej w 1997 książce Takim go zapamiętałem. Podczas i po zakończeniu II wojny światowej organizował placówki opiekuńcze dla dzieci-ofiar wojny, m.in. dom dla dzieci polskich w Monetnej na Uralu i Centralny Ośrodek Szkoleniowo-Wychowawczy im. Janusza Korczaka w Bartoszycach. Doświadczenia z tamtych lat zawarł w publikacji Dom na Uralu. Losy dzieci polskich w Monetnej.
W latach 1946–1948 należał do ZMP, od 1948 roku należał do PZPR. W 1948 ukończył studia pedagogiczne na Uniwersytecie Warszawskim. W 1974 uzyskał tytuł profesora. Był wieloletnim pracownikiem naukowym Wyższej Szkoły Pedagogicznej Związku Nauczycielstwa Polskiego w Warszawie. Był autorem pierwszej w Polsce metodyki wychowania pojętej jako subdyscyplina pedagogiczna oraz metodologii powstawania mikrosystemów wychowawczych. Odegrał główną rolę, obok Bolesława Milewicza, w szkoleniu kadry Progresywnego Więzienia dla Młodocianych w Jaworznie – wzorowanego na łagrach zakładu karnego dla więźniów politycznych, którzy nie ukończyli 21 roku życia.
W 1955 został odznaczony Krzyżem Oficerskim Orderu Odrodzenia Polski. Był również odznaczony Medalem Komisji Edukacji Narodowej. Zmarł w Warszawie. Jest pochowany na cmentarzu żydowskim przy ulicy Okopowej (kwatera 8).

## Dorobek naukowy
Aleksander Lewin opublikował około 450 prac – artykułów, rozpraw i książek, m.in.:
- 2001: Twórcza praca nad systemem wychowania
- 1996: Gdy nadchodził kres ... Ostatnie lata życia Janusza Korczaka
- 1986: Tryptyk pedagogiczny – Korczak, Makarenko, Freinet
- 1983: System wychowania a twórczość pedagogiczna
- 1979: Twórcza kontynuacja dzieła pedagogicznego Janusza Korczaka
- 1978: U podstaw twórczej pracy nad systemem wychowania. Zarys problematyki
- 1978: Możliwości twórczego wykorzystania spuścizny pedagogicznej Janusza Korczaka
- 1970: O systemie wychowania. Tworzenie systemu wewnątrz szkoły. Problemy i technika
- 1969: Ocena zachowania uczniów w szkole (uwagi krytyczne i propozycje)
- 1967: Jednostka i grupa w systemie wychowania kolektywnego
- 1966: System wychowawczy
- 1966: Metodyka wychowania w zarysie
- 1963: Wychowawca gromadzi materiały o klasie. Praca zbiorowa
- 1960: Makarenko. Konfrontacje pedagogiczne

Jego głównym zainteresowaniem był Janusz Korczak – jego życie, działalność i twórczość. Był redaktorem naukowym 4-tomowej edycji Pism wybranych Korczaka, czterech tomów Studiów i źródeł oraz dwóch tomów bibliografii prac Janusza Korczaka i o Januszu Korczaku. Był przewodniczącym Komitetu Redakcyjnego 16-tomowej edycji Dzieł wszystkich Korczaka, przewodniczącym Komisji Naukowej Międzynarodowego Stowarzyszenia im. Janusza Korczaka (1979-2002), współorganizatorem i opiekunem naukowym Korczakianum i Ośrodka Dokumentacji i Badań. Autor książki Korczak znany i nieznany (1999).